# Estación de Villafranca del Campo
Villafranca del Campo es un apeadero ferroviario con parada facultativa situado en el municipio español homónimo en la provincia de Teruel, comunidad autónoma de Aragón. Cuenta con servicios de media distancia operados por Renfe. 

## Situación ferroviaria
Está situada en el pk 87,1 de la línea 610 de la red ferroviaria española que une Zaragoza con Sagunto por Teruel, entre las estaciones de Monreal del Campo y de Santa Eulalia del Campo. El kilometraje se corresponde con el histórico trazado entre Calatayud y Valencia, tomando la primera como punto de partida. 
El tramo es de vía única y está sin electrificar, hallándose a 967,8 metros de altitud.

## Historia
La estación fue puesta en servicio el 1 de abril de 1901 con la apertura del tramo Calatayud-Puerto Escandón de la línea Calatayud-Valencia. Las obras corrieron a cargo de la Compañía del Ferrocarril Central de Aragón. En 1941, con la nacionalización de la totalidad de la red ferroviaria la estación pasó a ser gestionada por RENFE. 
El 18 de diciembre de 1966 se produjo el accidente ferroviario de Villafranca del Campo, un choque entre un tren naranjero procedente de Francia/Canfranc y un automotor TAF que realizaba el servicio Valencia-Zaragoza. La causa del accidente se debió a que el mercancías no se detuvo en la estación de Villafranca del Campo y rebasó, quizá por la espesa niebla, la señal de salida de la estación, que se hallaba cerrada; como consecuencia, chocó frontalmente con el automotor. El tren de mercancías circulaba con ocho horas de retraso y tenía previsto una parada técnica de 11 minutos en Villafranca. En el momento de producirse el choque, ambos trenes circulaban a una velocidad de unos 80 kmh. 22 de las 24 víctimas viajaban en el coche de cabeza del TAF, el cual se desintegró debido al choque de la máquina y empotrarse en el mismo el segundo coche de la composición, que quedó encima de los restos del bastidor del primero, tras lo cual se declaró además en el mismo un incendio.  
Desde el 31 de diciembre de 2004 Adif es la titular de las instalaciones.

## La estación
La nueva estación no cuenta con edificación alguna. Únicamente posee un refugio acristalado, bancos de madera y un panel informativo que contiene los horarios de la línea. Está adaptado a usuarios con discapacidad, al haber construido el andén tras los trabajos de adecuación de la vía para altas prestaciones. El nuevo trazado sólo dista unos metros del antiguo. Junto al antiguo trazado, hoy desmantelado, se pueden ver aún las ruinas del antiguo edificio de viajeros, tapiado y sin techumbre.
Posee un amplio aparcamiento con 28 plazas en total, en batería. El conjunto se halla a 1,5 km de las primeras casas de la población, algo retirado de la misma.

## Servicios ferroviarios

### Media distancia
En esta estación efectúa parada facultativa el Regional de la serie 599 de Renfe que une Zaragoza con Teruel (un servicio por sentido).
El cuadro completo de horarios de la línea puede descargarse en esta página de la Asociación de amigos del ferrocarril de Castilla-La Mancha.
| Línea MD | Trenes   | Origen/Destino      |  | Destino/Origen |
| -------- | -------- | ------------------- |  | -------------- |
| 49       | Regional | Zaragoza-Miraflores |  | Teruel         |